# 曾逸
曾逸（1459年—？），字世超，福建漳州府龍溪縣人，軍籍，明朝政治人物。

## 生平
成化十九年（1483年）癸卯科福建鄉試第八十七名舉人。成化二十三年（1487年）中式丁未科會試第九十三名，三甲第一百七十二名進士。

## 家族
曾祖曾磻安；祖父曾萬貞；父曾伯定，母王氏。具慶下。弟曾榮。